# روان‌پزشک (بازی)
روان‌پزشک (بازی) (که با عنوان روانی هم شناخته می‌شود) یک بازی گروهی است که در آن، همهٔ شرکت‌کننده‌ها غیر از یک نفر نقش بیمارهایی با مشکلات یکسان را ایفا می‌کنند، و نفر دیگر روانپزشکی است که باید با پرسش‌هایی غیرمستقیم، مشکل آنها را تشخیص دهد.

## بازی

### نسخهٔ اولیه
شرکت‌کننده‌ها در یک حلقه می‌نشینند. یک نفر در وسط حلقه می‌نشیند. نفر وسط «روان‌پزشک» خوانده می‌شود و بقیه «بیمار» هستند. پیش از آنکه بازی شروع شود، بیمارها باید روی یک بیماری خاص، مثل ترس از تاریکی، یا باور به اینکه یک هنرپیشهٔ مشخص هستند، به توافق برسند.
سپس روان‌پزشک برمی‌گردد و تلاش می‌کند با پرسیدن نوبتی سؤالاتی غیرمستقیم از بیماران(«آیا روز را به شب ترجیح می‌دهید؟» به جای «آیا بیماری شما به نور مرتبط است؟») بیماری جمعی را تشخیص دهد.
اگر بیماری پاسخی دهد که با پریشان‌حالی توافق‌شده متناقض باشد، یا دروغ باشد، دیگر بیماران باید فریاد بزنند «روان‌پزشک!» و بیمار مربوطه، باید جای خود را با اولین بیماری که فریاد زده عوض کند. در صورتی که پرسش‌های روان‌پزشک خیلی مستقیم باشد، ممکن است این سازوکار به شکل داوطلبانه هم انجام شود- برای مثال، اگر روانپزشک فهمیده باشد که بیماران توهم دارند که یک ستارهٔ سینما هستند و از یکی از بیماران بپرسد «نامت چیست؟»، آن بیمار با علم به اینکه فرد دیگری فریاد خواهد زد «روان‌پزشک!»، می‌تواند دروغ بگوید.

### نسخهٔ رایج
نسخهٔ دیگری، که بیشتر در دانشگاه‌ها بازی می‌شود، علاوه بر نسخهٔ ساده، به بازی نوشیدنی «من هرگز» و بازی با ورق «مائو» هم شباهت‌هایی دارد. در این نسخه، مثل قبل، شرکت‌کننده‌ها در یک حلقه می‌نشینند و یک نفر اتاق را ترک می‌کند. سپس، حلقه یک الگو، مثلاً فردی که سمت راست من نشسته» انتخاب می‌کنند. با بازگشت کسی که از اتاق بیرون رفته بود(«روانپزشک»)، او باید با پرسیدن سؤال‌های شخصی از نفرات حلقه، الگو را حدس بزند. شخص باید برای کسی که الگو به او دیکته می‌کند پاسخ دهد. در مثالی که پیش از این زده شد، همه باید تا جایی که اطلاع دارند، برای فرد سمت راست‌شان پاسخ دهند. برای مثال اگر کسی جوراب قرمز پوشیده باشد و نفر سمت راستی، جوراب آبی پوشیده‌است، در پاسخ به پرسش «آیا جوراب‌های آبی پوشیده‌ای؟»، جواب مثبت خواهد داد.
پرسش‌ها به پرسش‌های بله/خیر محدود نمی‌شوند و عموماً با پیشرفت بازی شخصی‌تر و بی‌شرمانه‌تر می‌شوند. اگر بازیکنی به پرسشی پاسخ غلط بدهد، هر کسی که پاسخ را می‌داند فریاد می‌زند «روان‌پزشک!»، و همه جایشان را عوض می‌کنند. هدف حقیقی این بازی، کشف اطلاعات جالب و معمولاً بی‌ادبانه از دیگر بازیکن‌هاست و همچنین برای فهمیدن اینکه افراد چه‌قدر در مورد همدیگر می‌دانند.
گاهی اوقات، اولین باری که این بازی انجام می‌شود در زمان غروب است، به «روان‌پزشک» حتی گفته نمی‌شود که الگویی وجود دارد، و او باید ماهیت بازی و همین‌طور الگو را نتیجه‌گیری کند. با «روان‌پزشکی» که می‌داند چگونه باید بازی کرد، الگوها عموماً تا حد زیادی مبهم هستند (اولین فرد سمت چپ که از جنس مخالف است اما رنگ مویی یکسان دارد).